# Monterrubio de la Serena
Monterrubio de la Serena je španělská obec situovaná v provincii Badajoz (autonomní společenství Extremadura).

## Poloha
Obec je vzdálena 5 km od hranic s Andalusií, 19,7 km od Castuery, 61,8 km od Don Benita, 110 km od Méridy a 177 km od města Badajoz. Patří do okresu La Serena a soudního okresu Castuera.

## Historie
V roce 1834 se obec stává součástí soudního okresu Castuera. V roce 1842 čítala obec 750 usedlostí a 2500 obyvatel.

## Odkazy

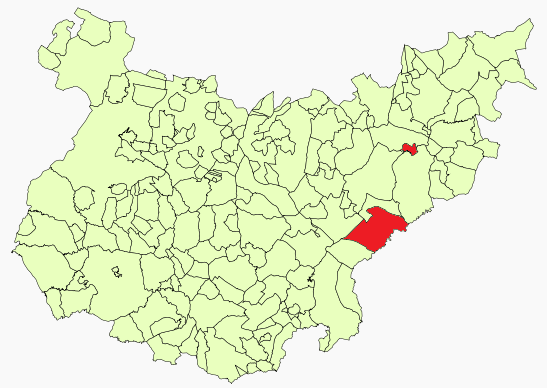
Poloha obce v provincii Badajoz

## Demografie
| Populace obce Monterrubio de la Serena z let (1842–2010) | Populace obce Monterrubio de la Serena z let (1842–2010) | Populace obce Monterrubio de la Serena z let (1842–2010) | Populace obce Monterrubio de la Serena z let (1842–2010) | Populace obce Monterrubio de la Serena z let (1842–2010) | Populace obce Monterrubio de la Serena z let (1842–2010) | Populace obce Monterrubio de la Serena z let (1842–2010) | Populace obce Monterrubio de la Serena z let (1842–2010) | Populace obce Monterrubio de la Serena z let (1842–2010) | Populace obce Monterrubio de la Serena z let (1842–2010) | Populace obce Monterrubio de la Serena z let (1842–2010) | Populace obce Monterrubio de la Serena z let (1842–2010) | Populace obce Monterrubio de la Serena z let (1842–2010) | Populace obce Monterrubio de la Serena z let (1842–2010) | Populace obce Monterrubio de la Serena z let (1842–2010) | Populace obce Monterrubio de la Serena z let (1842–2010) | Populace obce Monterrubio de la Serena z let (1842–2010) | Populace obce Monterrubio de la Serena z let (1842–2010) |
| -------------------------------------------------------- | -------------------------------------------------------- | -------------------------------------------------------- | -------------------------------------------------------- | -------------------------------------------------------- | -------------------------------------------------------- | -------------------------------------------------------- | -------------------------------------------------------- | -------------------------------------------------------- | -------------------------------------------------------- | -------------------------------------------------------- | -------------------------------------------------------- | -------------------------------------------------------- | -------------------------------------------------------- | -------------------------------------------------------- | -------------------------------------------------------- | -------------------------------------------------------- | -------------------------------------------------------- |
| 1842                                                     | 1857                                                     | 1860                                                     | 1877                                                     | 1887                                                     | 1897                                                     | 1900                                                     | 1910                                                     | 1920                                                     | 1930                                                     | 1940                                                     | 1950                                                     | 1960                                                     | 1970                                                     | 1981                                                     | 1991                                                     | 2001                                                     | 2010                                                     |
| 2 500                                                    | 3 466                                                    | 3 258                                                    | 2 698                                                    | 3 098                                                    | 3 560                                                    | 3 218                                                    | 4 211                                                    | 4 507                                                    | 5 099                                                    | 5 575                                                    | 6 325                                                    | 6 492                                                    | 4 571                                                    | 3 489                                                    | 3 080                                                    | 2 969                                                    | 2 707                                                    |